# Georges Adéagbo
Georges Adéagbo (* 1942 in Cotonou, Dahomey, der heutigen Republik Benin) ist ein beninischer Installationskünstler.

## Leben
Nach dem Jurastudium in Abidjan (Elfenbeinküste) und Rouen kehrte er 1968 nach Benin zurück. Die von ihm erwartete Rolle des Familienoberhauptes nach dem Tod seines Vaters lehnte er ab. Er wurde von seinen eigenen Geschwistern marginalisiert und mehrmals von ihnen wegen Erbschaftsstreitigkeiten in eine psychiatrische Klinik eingewiesen. Aus Einsamkeit begann er mit gefundenen und erworbenen Objekten Geschichten zu erzählen, ohne sich jedoch als Künstler zu betrachten. In der Zeit bis 1993 entstanden in seinem Haus zahlreiche Installationen, auf die ein französischer Kurator durch Zufall aufmerksam wurde.

## Ausstellungen

### Einzelausstellungen
1997
- Death and Resurrection (La mort et la résurrection), Galerie Natalie Obadia, Paris.
- Redemption, the Redeemer (la rédemption, le rédempteur), le Quartier, centre d'art contemporain, Quimper, France.

2000
- La rencontre de l’Afrique et du Japon, Toyota Municipal Museum of Art.
- Abraham, l'ami de Dieu, P.S.1, New York, Long Island City.

2001
- L’Epoque Pythagoreene, Galerie im Taxispalais, Innsbruck.

2004
- „L’explorateur et les explorateurs devant l’histoire de l’exploration“.. !-Le théâtre du monde.. !, Museum Ludwig, Köln.
- Le Socialisme Africain, Ikon Gallery, Birmingham.

2005
- Dieu-créateur dans la création und AC-DC Archiv des Museum Ludwig, Galerie Elisabeth Kaufmann Zürich.

2007
- Tout de Moi à Tous, DAAD-Galerie, Berlin.
- La rencontre..!, Venise-Florence, Fondazione Querini Stampalia-Venice.

2008
- La rencontre..!, Venise-Florence, Palazzo Vecchio and Gallery Frittelli, Florence.
- La Belgique au Congo, Sint Lukas Galerie, Brussels.

2009
- Die Kolonisation und die Geschichte der Kolonisierten, MAK Vienna.

2010
- La Culture et les Cultures – La Chine a Hambourg, Galerie Holzhauer Hamburg.

2011
- La Mission et les Missionaires, MUSAC, Leon, Spain.

2013
- Il était un fois, Košice: Košice d’hier, Košice d’aujourd’hui..!, Make-Up Gallery, Košice, Slovakia.

2014
- Les Artistes et l'ecriture, Gallery Wien-Lukatsch, Berlin.
- La Naissance de Stockholm, Moderna Museet, Stockholm.

2015
- Inverted Space, eine Installation in einem Glas Kubus auf dem Altonaer Balkon, Hamburg.

2016
- "Knowing oneself, does one know who the other is? Africa in Jerusalem" The Israel Museum, Jerusalem.

2017
- "La rencontre de l'art" Kunsthaus Hamburg on occasion of the Finkenwerder Art Award

2018
- "Jeanne et Jeanne" Musée des Beaux-Arts, Rouen
- "Genève, Suisse, d'hier, et Genève, Suisse d'aujourd'hui" Maison Tavel and Palais des Nations (UNO)

2022–2023
- "À l´école de Ernest Barlach, le sculpteur" Ernst Barlach Haus, Hamburg

2024
- "Ein neues Werk für die Hamburger Kunsthalle", Hamburger Kunsthalle, Hamburg[2]

### Gruppenausstellungen
1994
- Archaeology (L’archeologie), in La Route de l’art sur la Route de l’esclave, Saline Royale d’Arc-et-Senans, France; traveling in 1997 to: Centre culturel du SESC Pompeia, São Paulo, Brazil, 1998: Musée d'art moderne, Santo Domingo, Dominican Republic, and Centre culturel de Fond Saint-Jacques, Sainte-Marie, Martinique, 1999 Artchipel, scène nationale de la Guadeloupe

1995
- Peace in the World (La paix dans le monde) „Dialog des Friedens“, Palais of the United Nations, Geneva
- Art and Evolution, (L’art et l’evolution) „Big City“, The Serpentine Gallery, London
- Archaeology (L’archeologie) "African Artists and Aids", Centre Culturel Français, Cotonou, Benin; The Dakar Biennial, Senegal

1996
- Images of Africa (Les images de l’afrique) „African Art towards the Year 2000“, Round Tower, Kopenhagen
- The Renaissance(La renaissance) Galerie du jour Agnès B., Paris

1997
- Johannesburg Biennial
- Contemporary Art and Modern Art (L’art contemporain et l’art moderne)
- Georges Adéagbo and Honoré d’O, Kunsthalle FRI-ART, Fribourg, Switzerland
- Creativity (la créativité) „Die anderen Modernen“, Haus der Kulturen der Welt, Berlin
- The Guardians of the World 1997/98 (Les veilleurs du monde) studio-session and exhibition at the Centre Culturel Français, Cotonou, Benin and Musée national d'arts d’Afrique et d’Océanie, Paris
- The First Year of Democracy 1997–1998 (L’An 01 de la democratie) Alternating Currents, second Johannesburg Biennial, South Africa

1998
- Cannibalism (le canibalisme) „Roteiros, Roteiros, ...Roteiros“ XXIV Biennale de São Paulo
- The Philosophical Schools (Les Écoles philosophiques) 7. Triennale der Klein-Plastik, Afrika-Europa, Stuttgart

1999
- Venise d’hier-Venise d’aujour d’hui (‘The Story of the Lion) a one-day installation for the Campo dell’Arsenale, June 10, hosted by Joint Adventures Art Projects and the Venice Biennial, awarded with the ‘premio della giuria’ (prize of the jury)
- Kunstwelten im Dialog, Museum Ludwig Köln, concept: Marc Scheps (Global Art Rheinland 2000) Against Georges Adégbo’s will, the piece Death and Resurrection (dedicated for a gallery exhibition in Paris 1997) was partially installed. His offer to create a site specific installation for the occasion and city of Cologne was refused.

2000
- ForwArt a choice, six curators-six artists, Harald Szeemann invited Georges Adéagbo, who composed ‘La colonisation Belge en Afrique noir’ for this exhibition in Bruxelles hosted by the BBL (Banque Bruxelles Lambert) April-May
- La resurrection de Edith Piaf in Voilà. le monde dans la tête. Musée d’art moderne de la ville de Paris, ARC
- Hommage à Napoléon le grand in la ville, le jardin, la mémoire, Rome, installation in the loggia and the garden of villa Medici for Partage de l’exotisme at the fifth Biennale de Lyon, the piece La mort et la resurrection(Death and Resurrection, created for the exhibition at Galerie Natalie Obadia, Paris 1997) was partially installed against the artists will.

2001
- Le Socialisme Africain (African Socialism) in: The Short Century by Okwui Enwezor four venues. Villa Stuck – Munich, Haus der Kulturen der Welt-Berlin, MCA-Chicago, P.S.1, New York (2002)
- Un espace...! Monde(histoire de l'art) in: Ein Raum ist eine Welt. Kunsthalle Zurich 2001

2002
- „L’explorateur et les explorateurs devant l’histoire de l’exploration“.. !-Le théâtre du monde.. ! in: Documenta 11, Kassel.

2004
- In the Bed in: „In Bed.“ Toyota Municipal Museum of Art.
- Dieu-créateur dans la création Art Cologne, Stand Galerie Elisabeth Kaufmann
- AC-DC Archiv des Museum Ludwig Rheinschau. Köln

2005
- Dieu-créateur dans la création and AC-DC Archiv des Museum Ludwig both in modified versions at Galerie Kaufmann, Zürich.
- La Colonisation Belge en Afrique Noir modified version in Belgique Visionnaire, Bozar, Bruxelles, curated by Harald Szeemann.
- The Blake Byrne Collection, ed. The Museum of Contemporary Art, Los Angeles

2006
- Abraham, l’ami de Dieu – Philadelphia version Philadelphia Museum of Art
- In Notations: Out of Words that included also Bruce Nauman, On Kawara, Glenn Ligon and Joseph Kosuth.

2007
- Créer le monde en faisant des collections – hommage a Christoph Weickmann, in Weickmann’s Wunderkammer, Ulmer Museum
- Une espace avec le Monde in „Beyond the Wall“, Stiftung Brandenburger Tor, Max Liebermann Haus, Berlin.

2008
- Ephemeral Fringes Art Brussels
- Regardez l’histoire! in „See History 2008“, Kunsthalle zu Kiel.
- Intolerance Ravello Festival, Sorento

2009
- Hypocrisy-The Sitespecifity of Morality Oslo National Museum of Contemporary Art.
- Fare Mondi 53rd Biennale in Venedig.

2010
- Transparancy Trasparenze, Macro Future Rome, curated by Laura Cherubini and Sauro Bocchi, hosted by Fabula in Art.
- Transparancy Trasparenze, MADRE Napoli

2011
- ARS 11, Kiasma Helsinki ABSOLUTT INSTALLASJON National Museum for Art, Architecture and Design. Oslo. Reinstallation of the work commissioned for the exhibition Hypocrisy in 2009.

2012
- Paris Triennial, Palais de Tokyo, curated by Okwui Enwezor.
- We Face Forward, Whitworth Art Gallery, Manchester
- The Storytellers, The Stenersen Museum Oslo
- Biennale Regard Benin 2012 Porto Novo and Togbin Plage

2013
- DECOLONIZE MÜNCHEN, Stadtmuseum München
- L’Allemagne avant la guerre et L’Allemagne après la guerre..!

2014
- Le Bois Sacré Off event during the Dakart Biennial. Dakar.
- Artevida Rio de Janeiro, at Parque Lage.

2015
- Global Imaginations, De Lakenhal Museum and De Meelfabrik, Leiden.
- After Babel, Moderna Museum Stockholm.
- The Problem of God, K21, Düsseldorf

2016
- And yet another world, Kunsthaus Hamburg
- An Age of our Own Making, part of images 2016, Holbaek Denmark.
- The Incantation of the Disquieting Muse, SAVVY Contemporary Berlin[3].
- We call it Ludwig, 40th Anniversary of the Museum Ludwig in Cologne
- “Why not ask Again?”, 11th Shanghai Biennale, Power Station of Art, Shanghai.
- Georges Adéagbo and Otobong Nkanga at Gallery Lumen Travo.
- Georges Adéagbo Gallery Vilma Gold, London Oct. 2016

2017
- Africa – Raccontare un Mondo, PAC Milano

## Sammlungen
- Toyota Municipal Museum of Art 2000 and 2004
- Museum Ludwig Cologne 2003
- Blake Byrne, Los Angeles 1999 (donated to L.A. MoCA spring 2005)
- Galerie Elisabeth Kaufmann, Zurich 2005
- Philadelphia Museum of Art 2006
- Ulmer Museum 2007
- Oslo National Museum of Art, Architecture and Design. 2009
- MAK Vienna 2009
- MUSAC Leon 2011
- KIASMA Helsinki 2011
- GIZ Regional Office Cotonou 2012
- Collection Cecile Fakhouri Abidjan 2013
- Whitworth Art Gallery The University of Manchester 2013
- Münchener Stadtmuseum 2013
- Moderna Museet Stockholm 2014
- Israel Museum Jerusalem 2016
- Hamburger Kunsthalle 2024
- Albertinum Dresden 2024
- Smithsonian Museum of African Art, Washington DC, 2023

## Auszeichnungen
- Venice Biennial 1999, premio della Giuria
- Stipendien-Grants-juries
- 2006: jury member for the Schindler-residencies MAK
- 2006/07: guest of the DAAD Artists-in-Berlin Program
- 2017: Kunstpreis Finkenwerder, gesponsert von Airbus Hamburg